# Jakob Arjouni
Œuvres principales
- Bonne fête, le Turc !
- Magic Hoffman
- Les Garages (pièce de théâtre)

Jakob Arjouni, pseudonyme de Jakob Bothe, né Michelsen, né le 8 octobre 1964 à Francfort-sur-le-Main, et mort le 17 janvier 2013 à Berlin, est un écrivain allemand, auteur de roman policier.

## Biographie
Fils du dramaturge Hans Günter Michelsen, Arjouni grandit à Francfort. En 1985, après avoir passé son baccalauréat, il fait plusieurs voyages dans le Midi de la France et commence des études de lettres à l'Université de Montpellier. En 1985, il s'installe à Berlin et adopte peu après le nom de famille de son épouse pour signer ses publications. 
Son premier roman policier, Bonne fête, le Turc (Happy Birthday, Türke!, 1985), publié alors qu'il n'est âgé que de 20 ans, est plus tard adapté au cinéma par la réalisateur Doris Dörrie. En 1988, il publie sa première pièce de théâtre, Les Garages. À partir de ce moment, il se consacre entièrement à l’écriture. 
Arjouni reçoit le Deutscher Krimi Preis (prix du polar allemand) en 1992 pour son roman Café turc (Ein Mann ein Mord, 1991). Son roman Magic Hoffmann (1996) paraît d’abord comme en feuilleton dans la Frankfurter Allgemeine Zeitung.
Il se dit influencé par les œuvres de Sergio Leone, Victor Hugo, William Faulkner et Irmgard Keun.
Jakob Arjouni a vécu à Ginestas dans l'Aude et à Berlin où il est décédé le 17 janvier 2013, des suites d'un foudroyant cancer du pancréas.

## Œuvre
L'œuvre d'Arjouni évoque les préoccupations du monde urbain contemporain. Un de ses protagonistes récurrents, le détective privé Kemal Kayankaya, confronte les problèmes du racisme et de la xénophobie dans la métropole cosmopolite de Francfort. Dans Kismet, l'auteur évoque la guerre civile en Yougoslavie. Les néo-nazis, l'antisémitisme et le révisionnisme en Allemagne sont des thèmes dans Magic Hoffmann, Devoirs d'école (Hausaufgaben) et Edelsmanns Tochter. Son livre Chez Max est la vision d'un État et d'une société qui vivent avec les conséquences des Attentats du 11 septembre 2001.

### Romans

#### Série policièreKemal Kayankaya
- Happy Birthday, Türke! (Diogenes, 1985)  (ISBN 3-257-21544-4) Publié en français sous le titre Bonne fête, le Turc !, traduit par Stefan Kaempfer, Paris, Fayard, 1992  (ISBN 2-213-02953-9)
- Mehr Bier (Diogenes, 1987)  (ISBN 3-257-21545-2) Publié en français sous le titre Demi pression : une enquête de Kayankaya, traduit par Stefan Kaempfer, Paris, Fayard, 1993  (ISBN 2-213-03079-0)
- Ein Mann ein Mord (Diogenes, 1991)  (ISBN 3-257-22563-6) Publié en français sous le titre Café turc, traduit par Stefan Kaempfer, Paris, Fayard, 1992  (ISBN 2-253-14416-9) ; réédition, Paris, LGF, coll. « Le Livre de poche » no 14416, 1998  (ISBN 2-253-14416-9)
- Kismet (Diogenes, 2001)  (ISBN 3-257-06263-X) Publié en français sous le titre Casse-tête de Turc, traduit par Bernard Kreiss, Paris, Fayard, 2003  (ISBN 2-213-61493-8)
- Bruder Kemal (Diogenes, 2012)  (ISBN 978-3-257-06829-0)

#### Autres romans
- Edelmanns Tochter (1996)  (ISBN 3-257-06091-2)
- Magic Hoffmann (Diogenes, 1996)  (ISBN 3-257-22951-8) Publié en français sous le titre Magic Hoffmann, traduit par Stefan Kaempfer, Paris, Fayard, 1997  (ISBN 2-213-59899-1)
- Hausaufgaben (Diogenes, 2004)  (ISBN 3-257-06442-X) Publié en français sous le titre Devoirs d'école, traduit par Marie-Claude Auger, Paris, Christian Bourgois éditeur, 2007  (ISBN 2-267-01939-6)
- Es gibt in Deutschland so wenige Leute, die mit Humor ernsthaft sind, Meranier-Gymnasium Lichtenfels (2006)
- Chez Max (Diogenes, 2006)  (ISBN 3-257-06536-1)
- The show must go on? (Diogenes, 2008)  (ISBN 3-257-22032-4)
- Der heilige Eddy (Diogenes, 2009)  (ISBN 3-257-06685-6)
- Cherryman jagt Mr. White (Diogenes, 2011)  (ISBN 978-3257067552)

### Recueil de contes et nouvelles
- Ein Freund (Diogenes, 1998)  (ISBN 3-257-06160-9) Publié en français sous le titre Un ami, traduit Anne Weber, Paris, Fayard, 2000  (ISBN 2-213-60571-8)
- Idioten. Fünf Märchen (Diogenes, 2003)  (ISBN 3-257-23389-2)

### Théâtre
- Die Garage (1988)
- Nazim schiebt ab (1990)
- Edelmanns Tochter: theaterstück (1996)

## Adaptation cinématographique
- 1992 : Happy Birthday, Türke!, film allemand réalisé par Doris Dörrie, d'après le roman éponyme, avec Hansa Czypionka dans le rôle de Kemal Kayankaya